# Városi Tömegközlekedési Múzeum
A Városi Tömegközlekedési Múzeum a BKV Zrt. Szentendrén található múzeuma. A múzeum 1992. július 14-én nyílt meg, öt kiállító teremmel és két bemutatócsarnokkal, illetve a csarnokok előtti nyílt kiállítótérrel. Minden évben áprilistól októberig tart nyitva, a belépő ára felnőtteknek egy vonaljegy, gyerekeknek és nyugdíjasoknak egy metrószakaszjegy mindenkori ára. A H5-ös HÉV végállomása és a helyi Volánbusz pályaudvar mellett található.

## Épülete
A szentendrei HÉV villamosításakor, 1914-ben épült régi kocsiszíni épület ad helyt a kiállításnak. Az épület az 1990-es évekre már nem tudta ellátni funkcióját, így amikor 1991-1992 között Szentendre HÉV-állomást felújították, a felhagyott épületben rendezték be a fővárosi tömegközlekedést bemutató állandó kiállítást, mely 1992. július 14-én nyílt meg múzeumként.

## A kiállítás
A kocsiszín csarnokában és a szabadtéri részen jármű kiállítás található. Egykori HÉV gőzmozdonytól a
Hungaroplan kísérleti villamosig több meghatározó HÉV- és villamostípus, valamint néhány teherkocsi tekinthető meg. Nem csak Budapest járművei képviseltetik magukat, hiszen található itt Miskolcról érkezett villamos vagy az egykori nyíregyházi villamos egy személykocsija is. Ezen felül az épületben öt további teremben rendeztek be kiállítást.

### Első terem
A főváros vasúti közlekedését mutatja be az első lóvasúti vonal megnyitásától egészen a metró építkezések koráig. Fényképek, korabeli menetjegyek, tárgyi emlékek találhatók itt.

### Második terem
Fényképes tablók Miskolc, Debrecen, Szeged és a többi, egykor villamossal rendelkező magyarországi és határon túlra került város villamosüzemeiről.

### Harmadik terem
A tömegközlekedést kiszolgáló infrastruktúra, a pálya- és felsővezeték-építés, -fenntartás és az áramellátás műszaki emlékei.

### Negyedik terem
A régi szentendrei kocsiszínhez kapcsolódó eredeti kovácsműhely eszközeit mutatja be.

### Ötödik terem
A budapesti autóbusz- és trolibusz-közlekedés emlékei találhatóak itt meg. Az alkatrészeken, tablókon túl a BKV egyetlen megmaradt ZiU–5 és Ikarus 260T típusú trolibusza és egy Ikarus 180 típusú autóbusz is része a kiállításnak azonban ezek a járművek néha elhagyják a múzeum területét és nosztalgia meneteken vesznek részt. Ezen járműveken túl egy működésképtelen Ikarus 556-os és egy Rába Tr 3,5 váza is itt található.

## Képtár

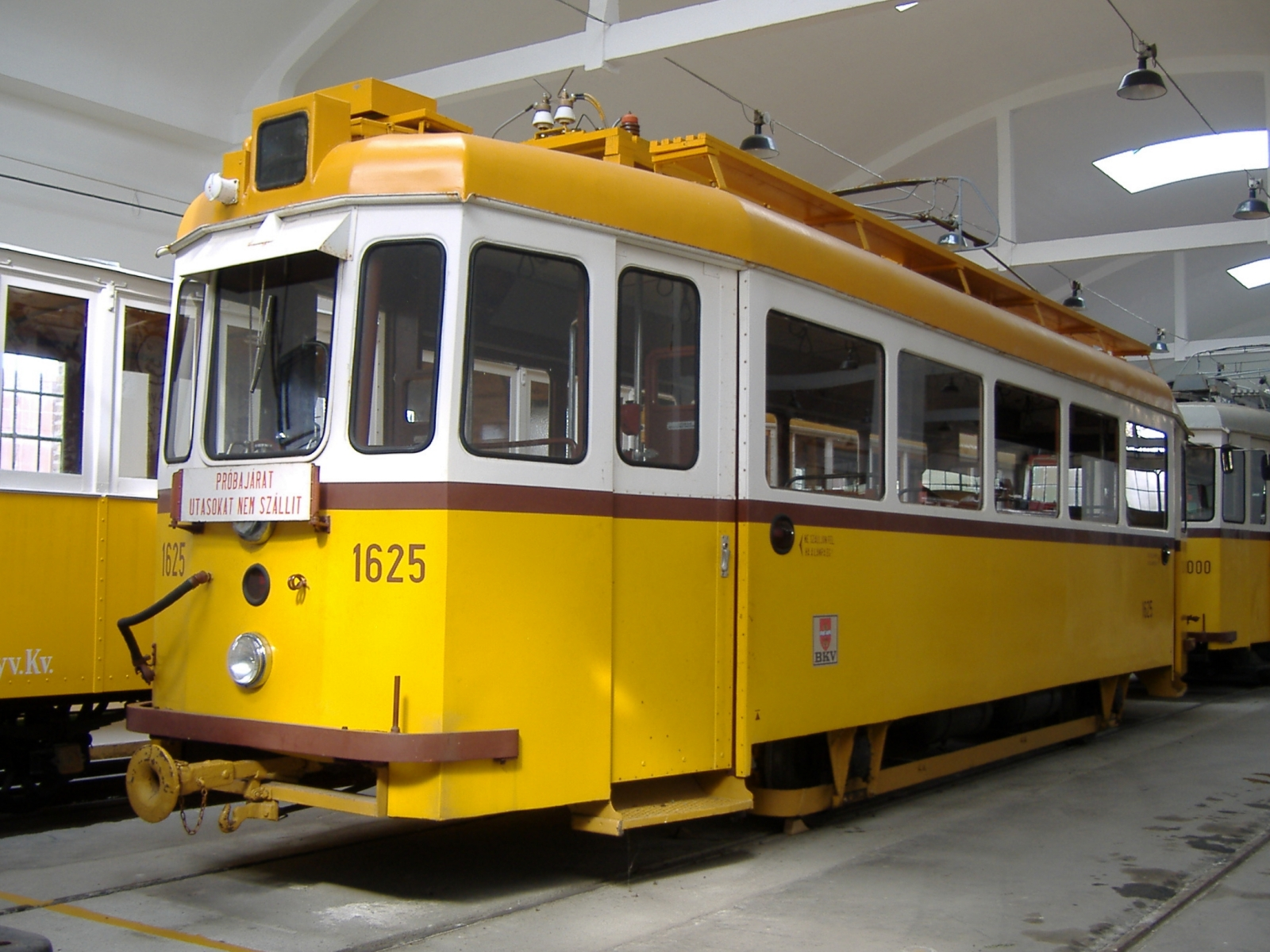
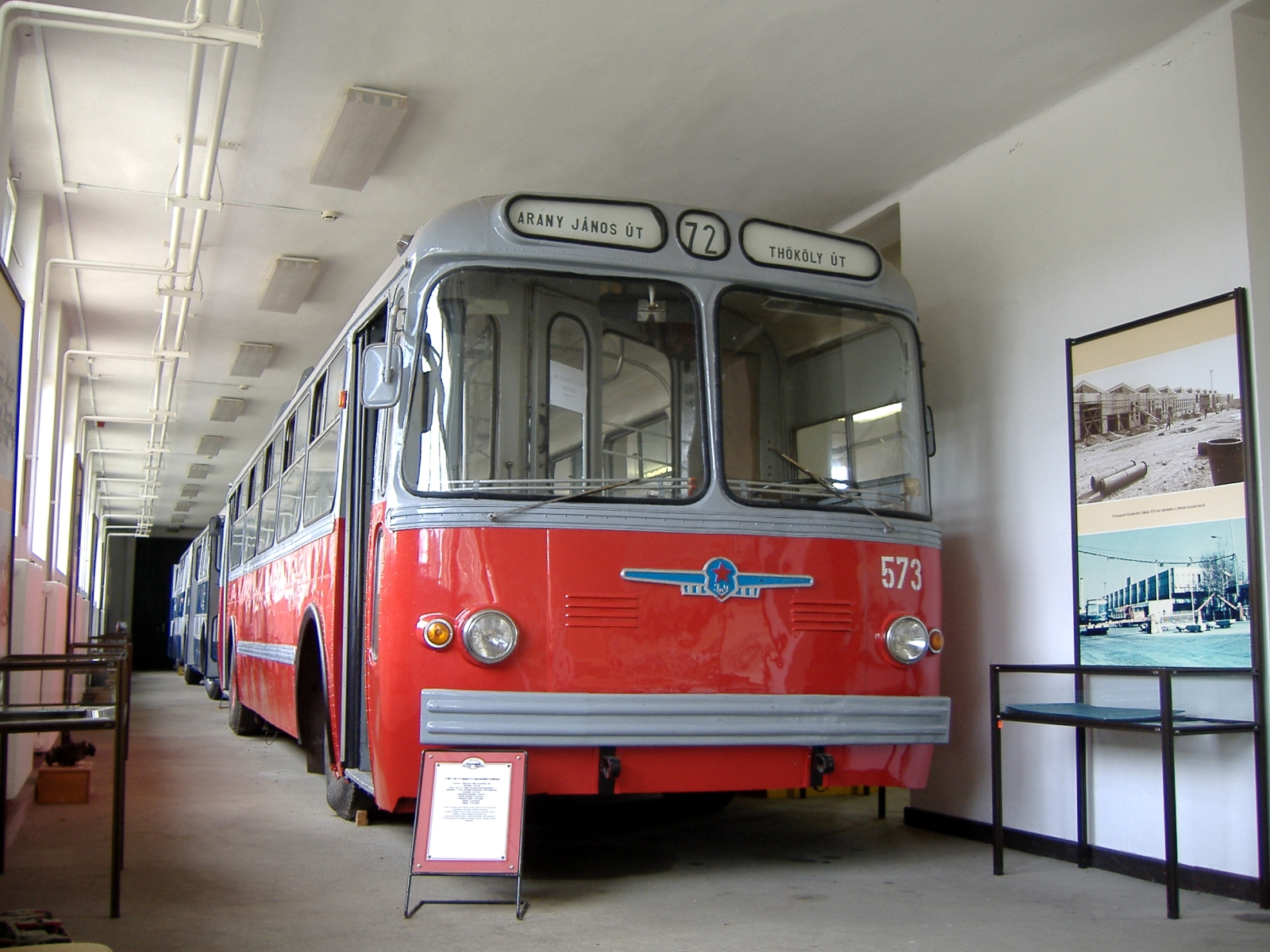
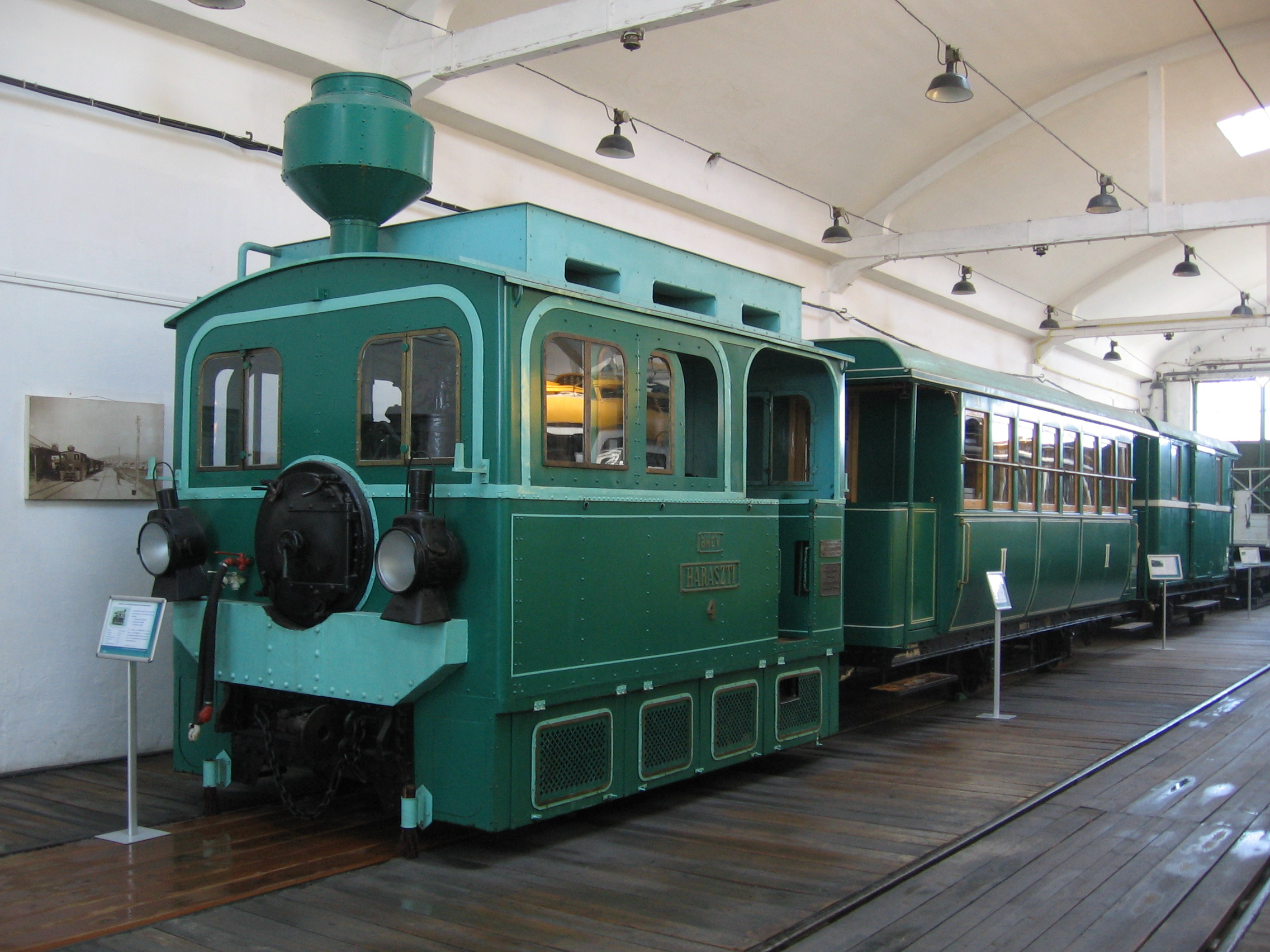
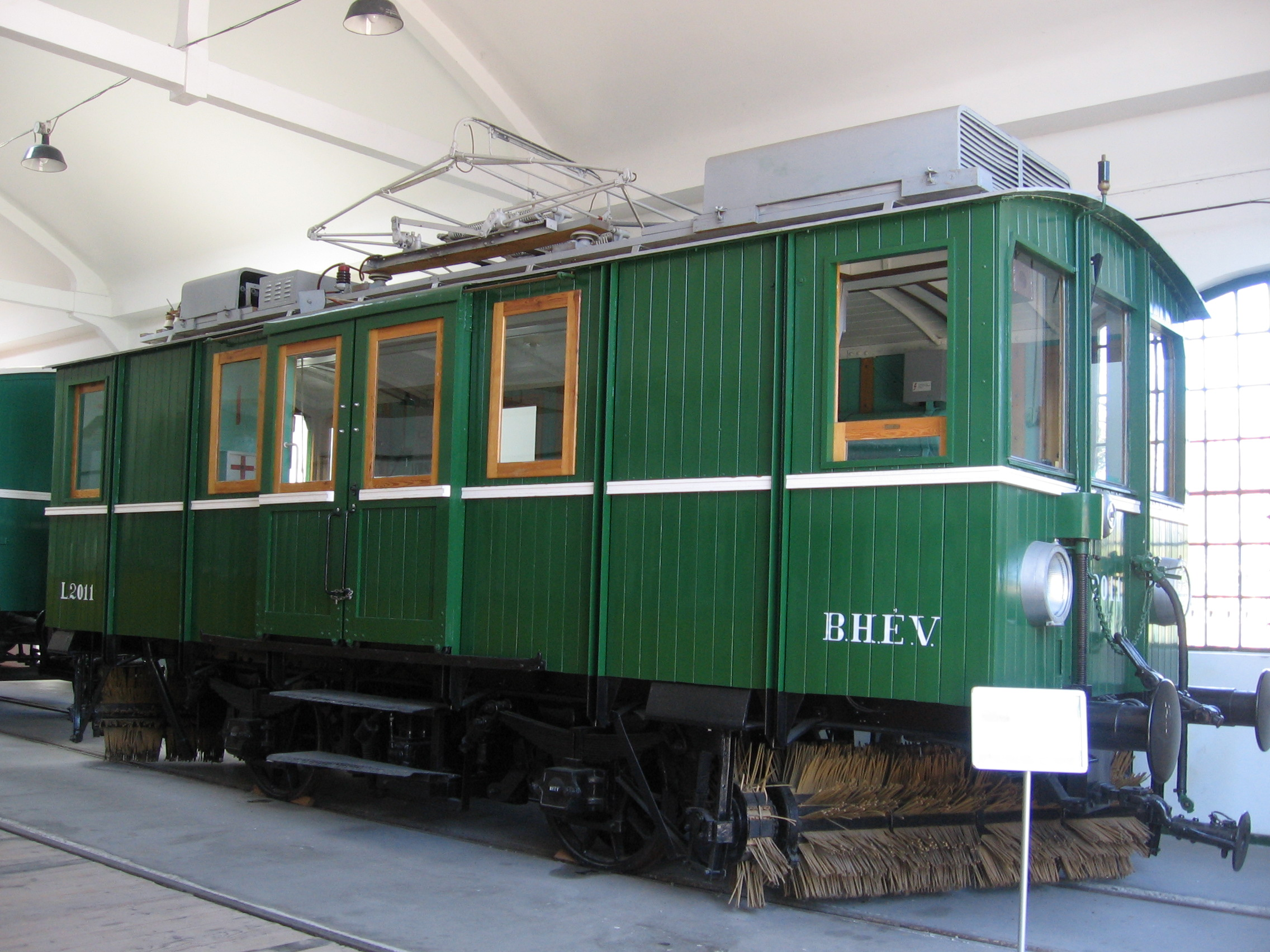
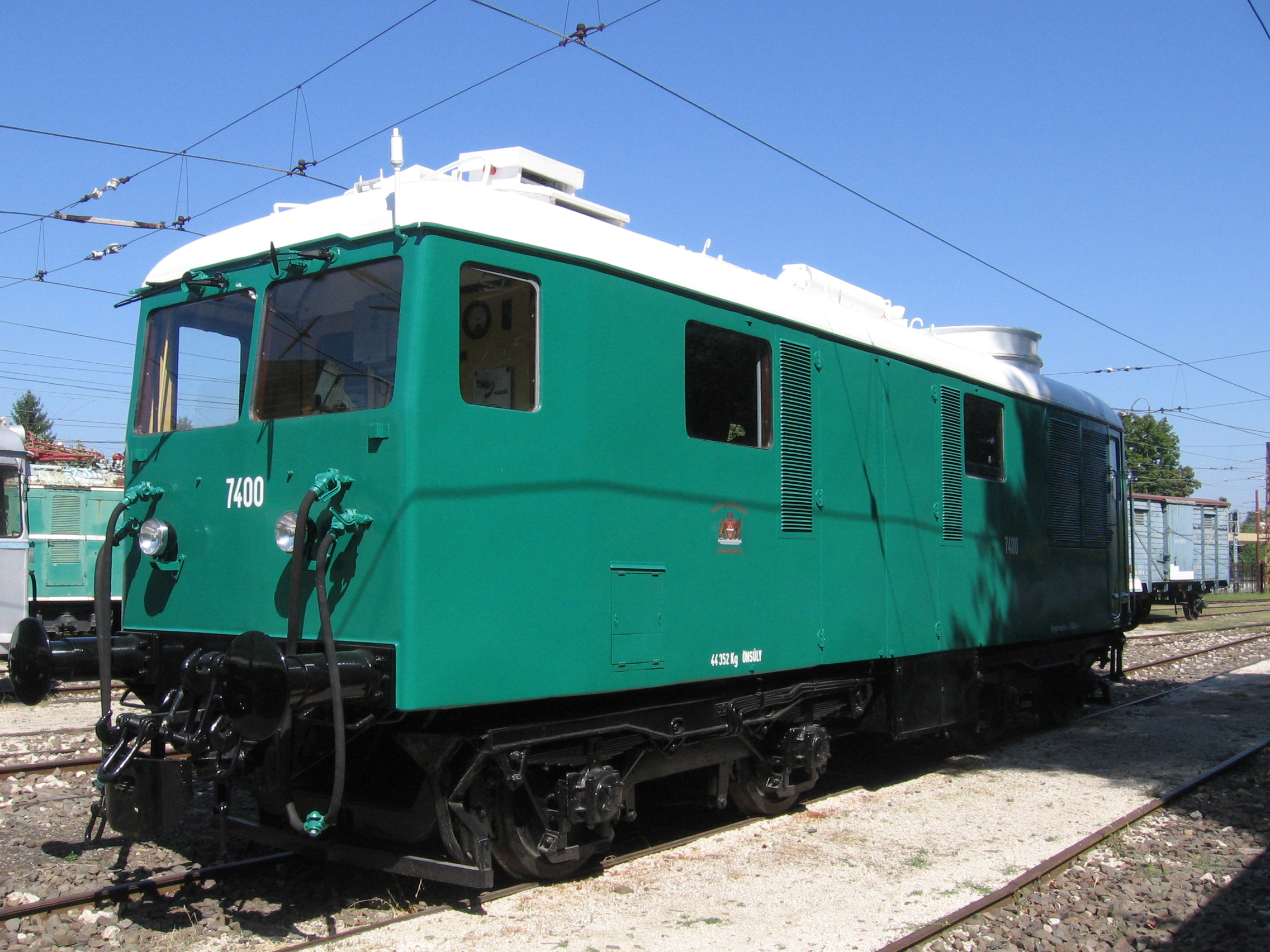
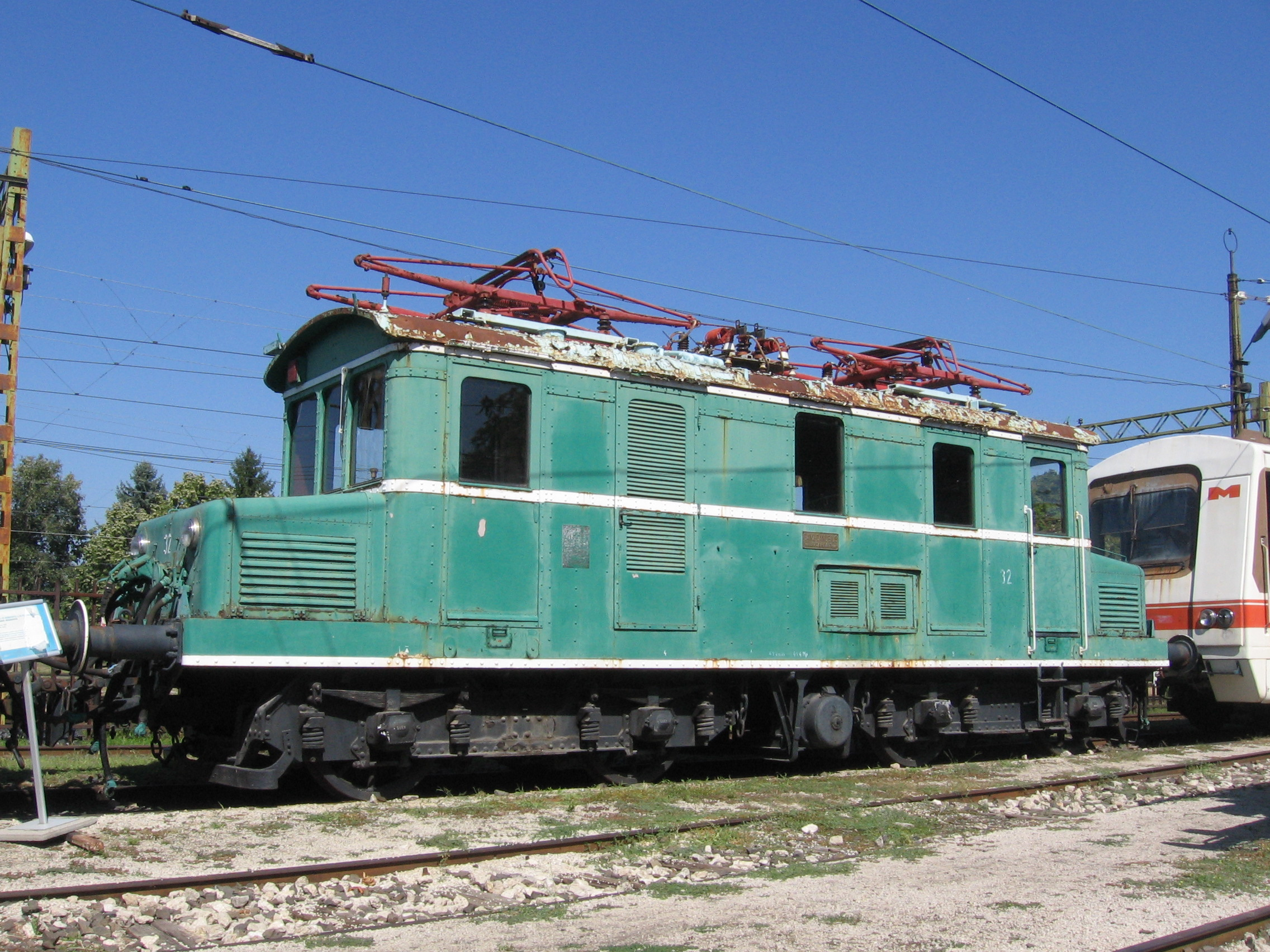
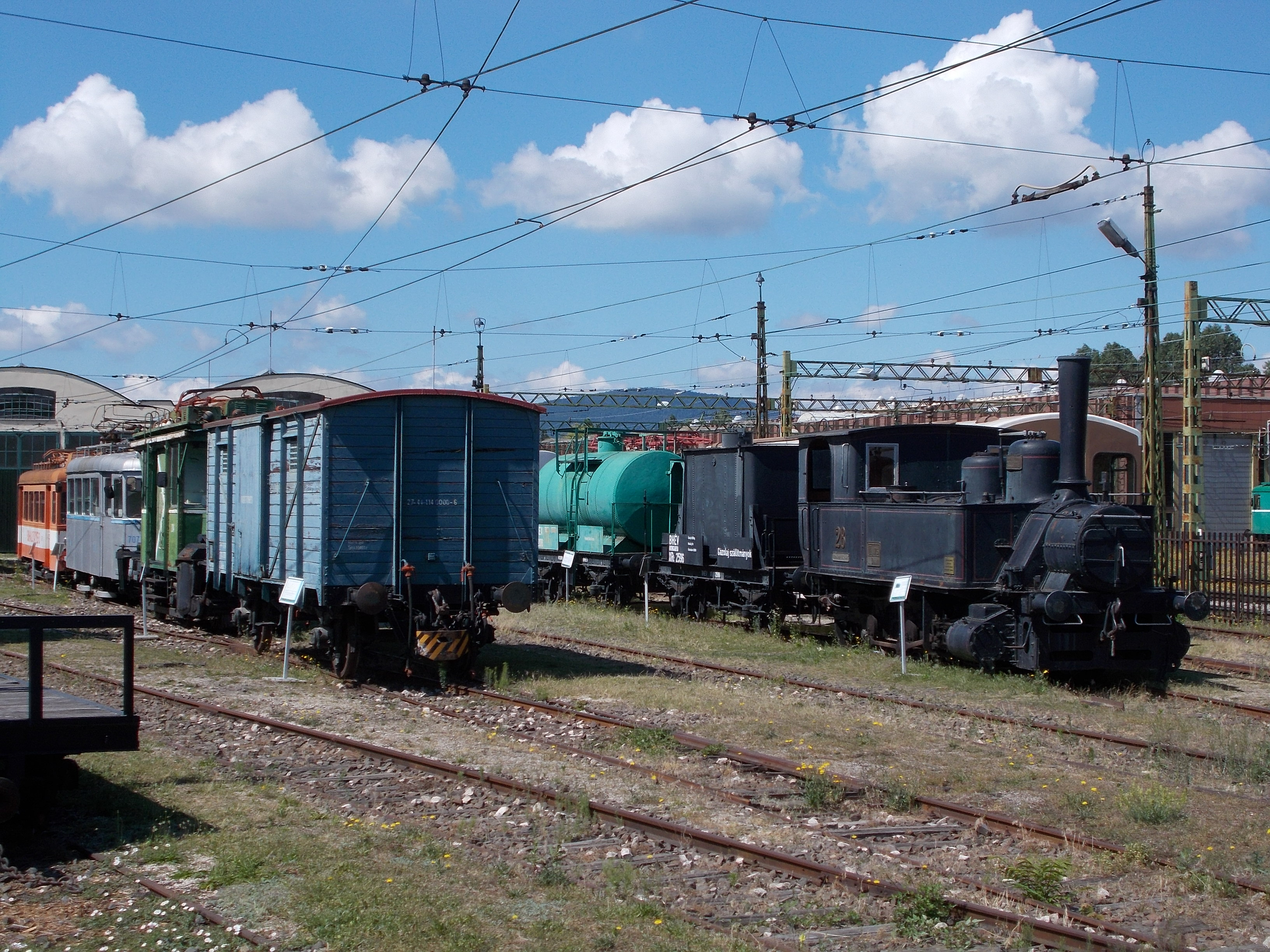
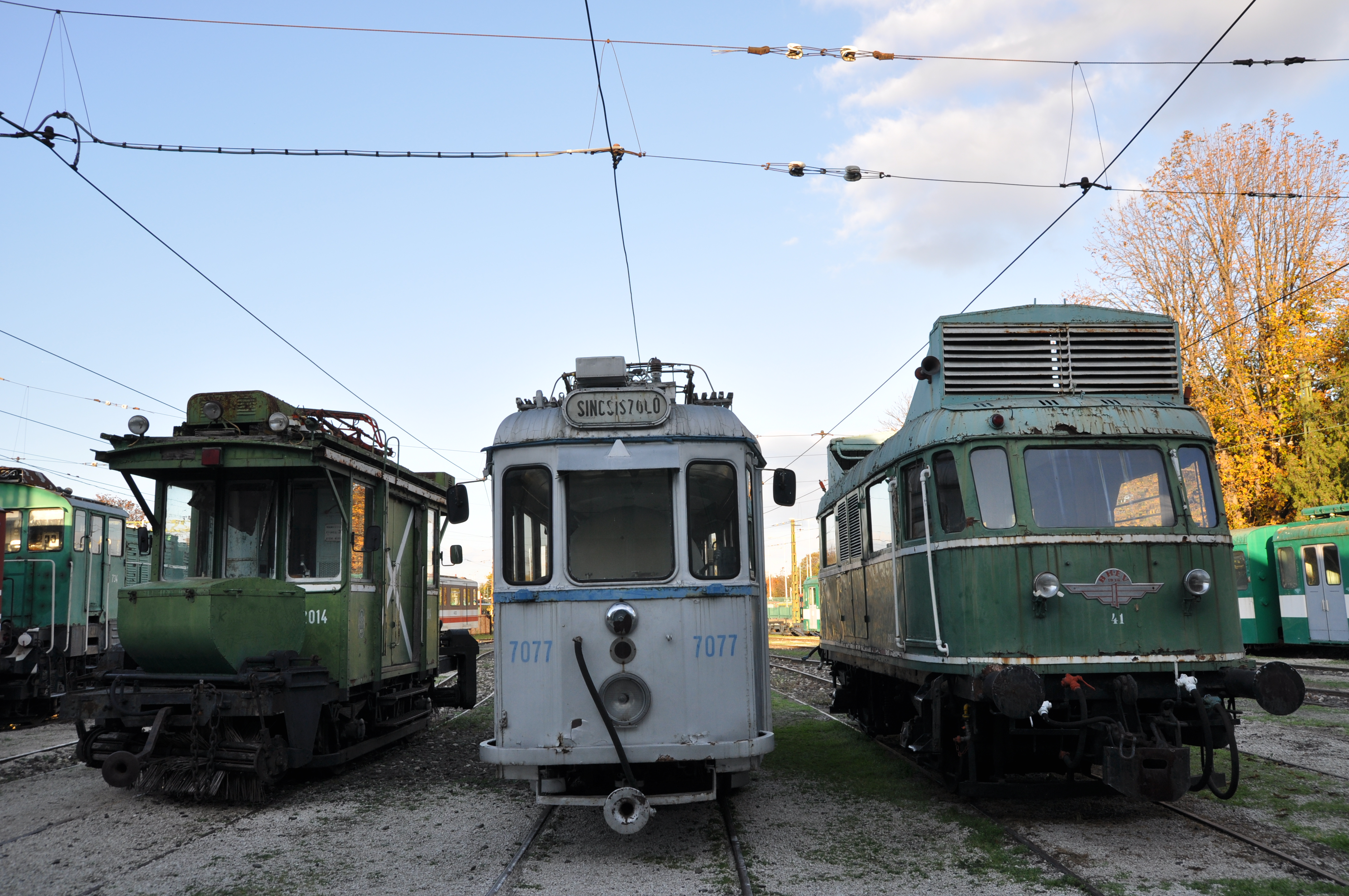
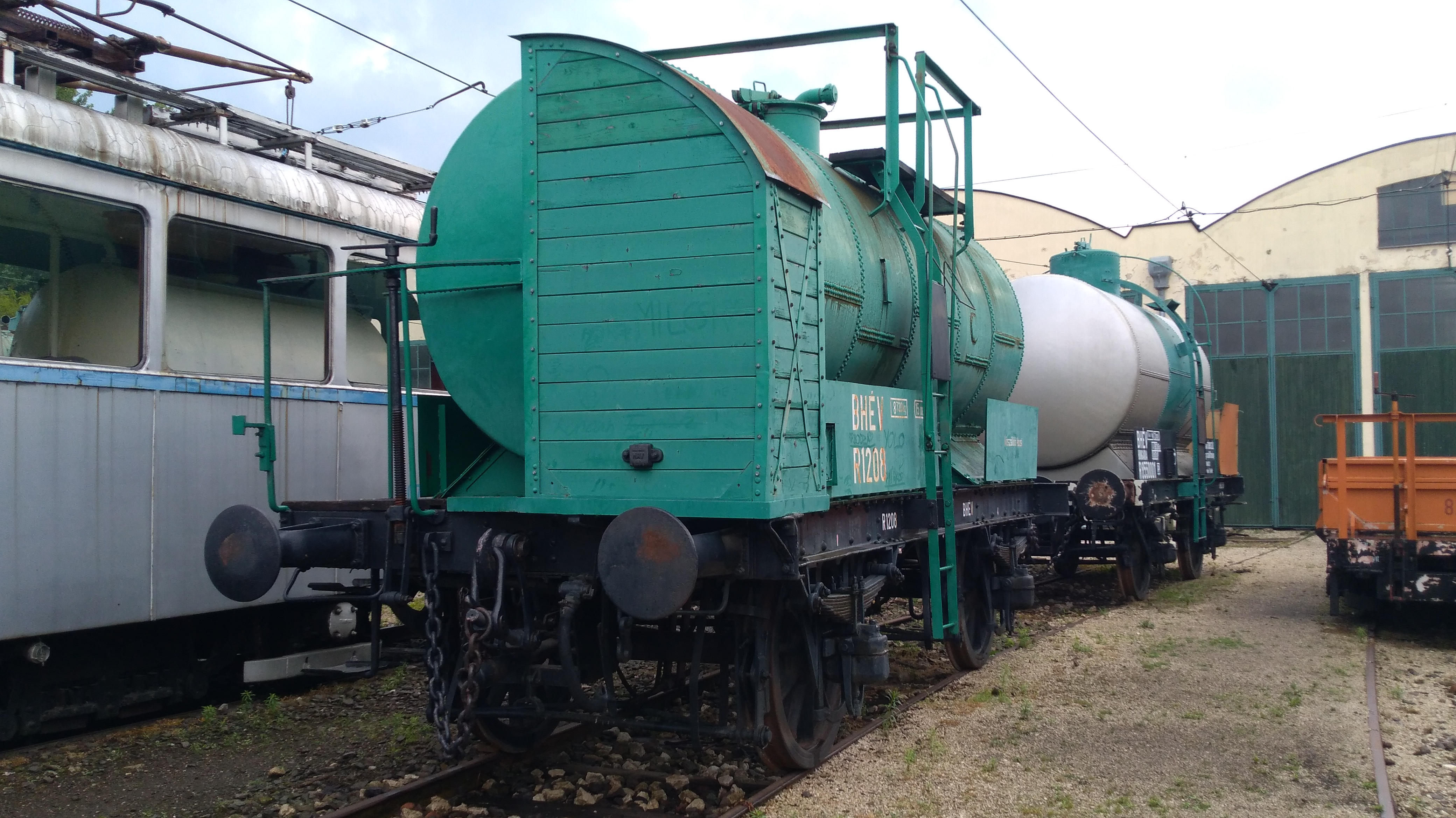
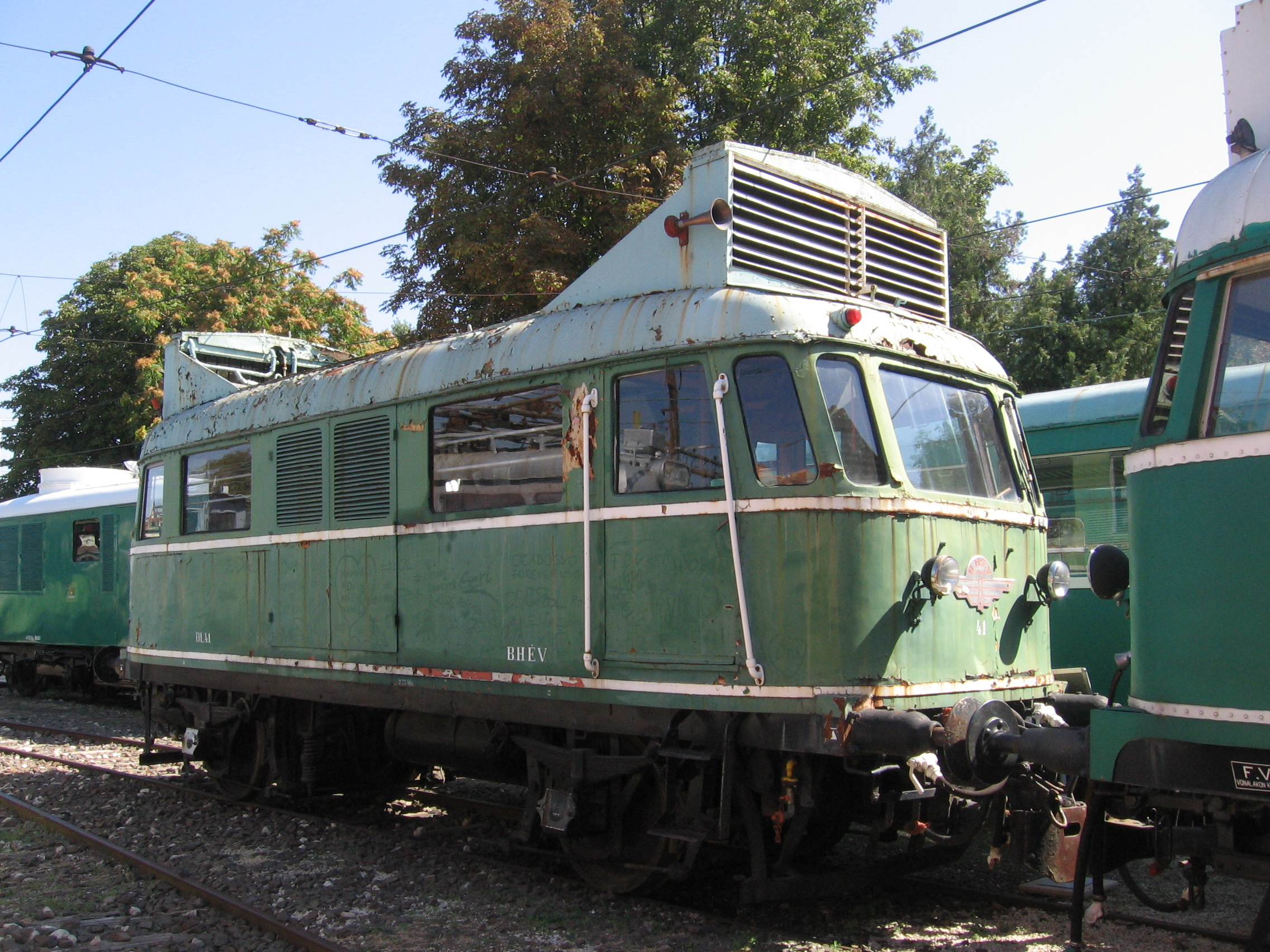
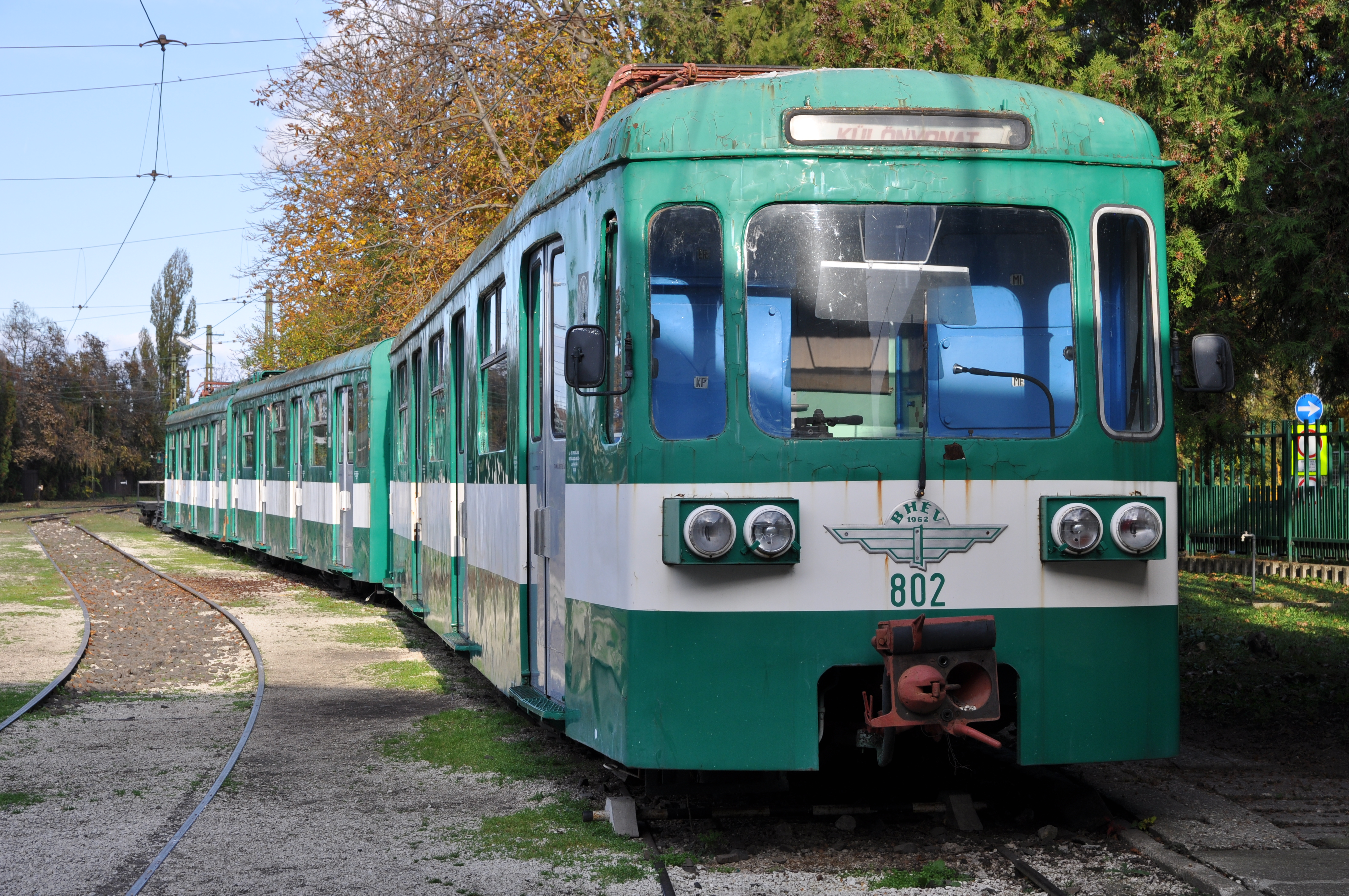
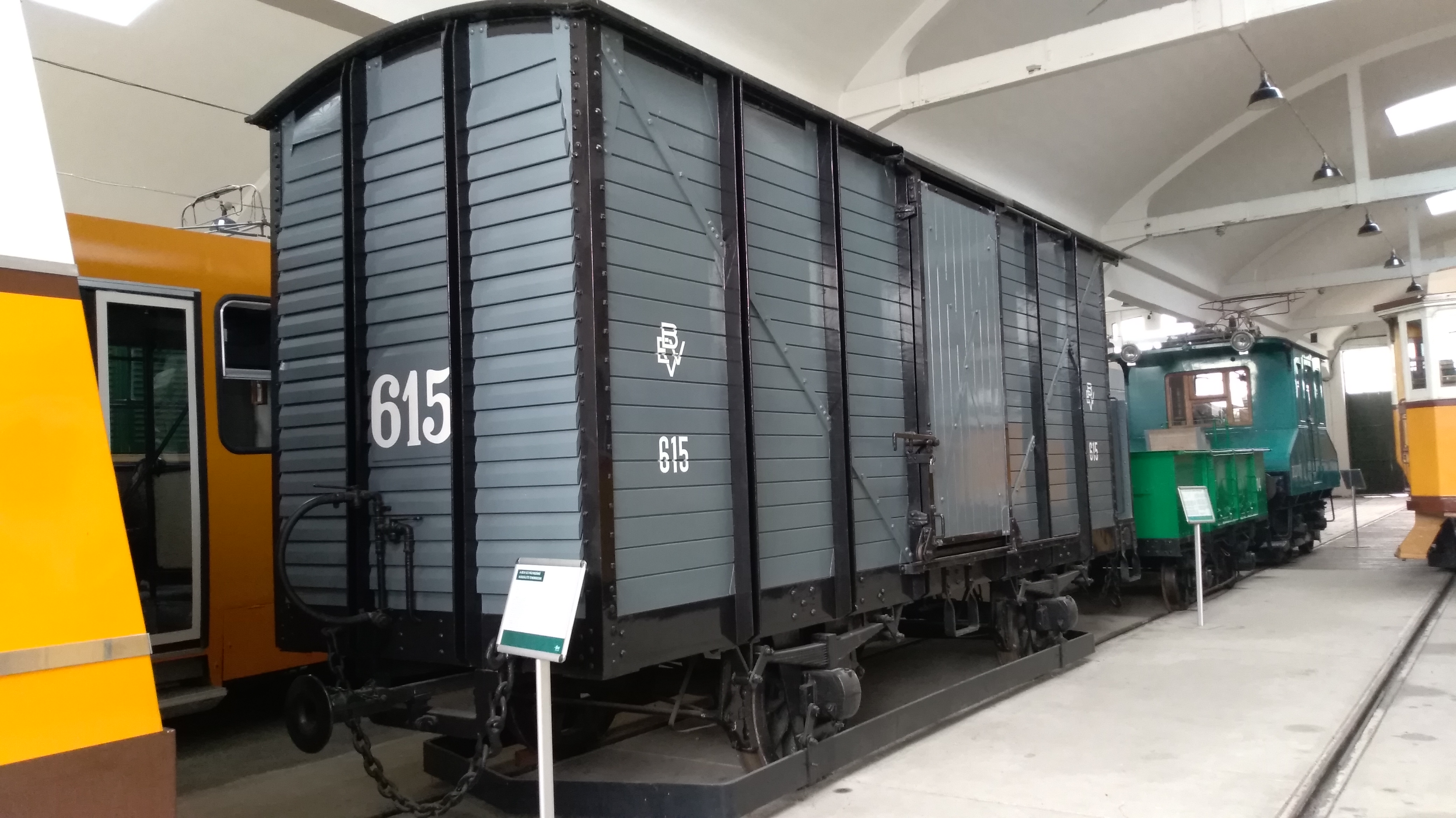
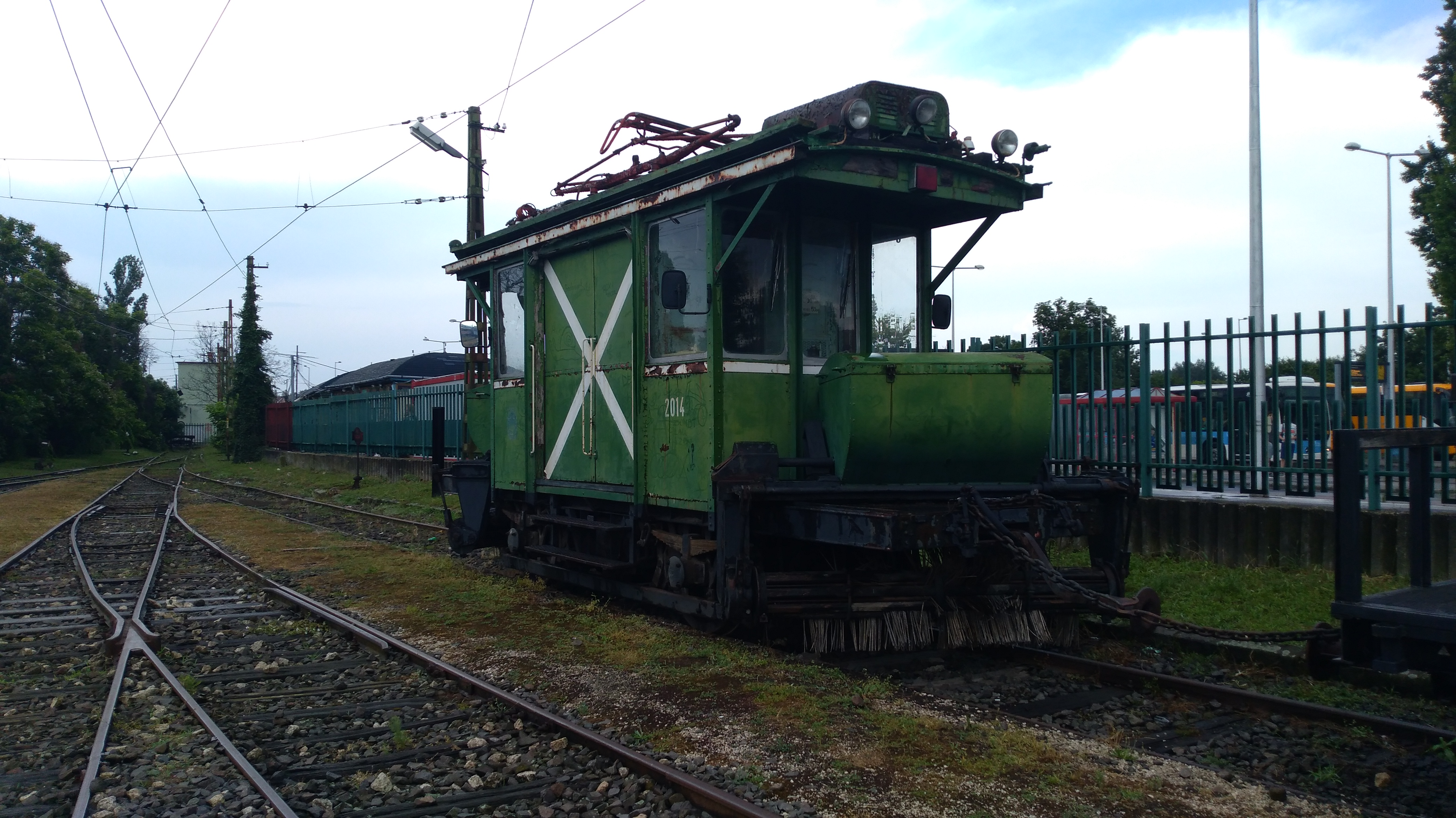
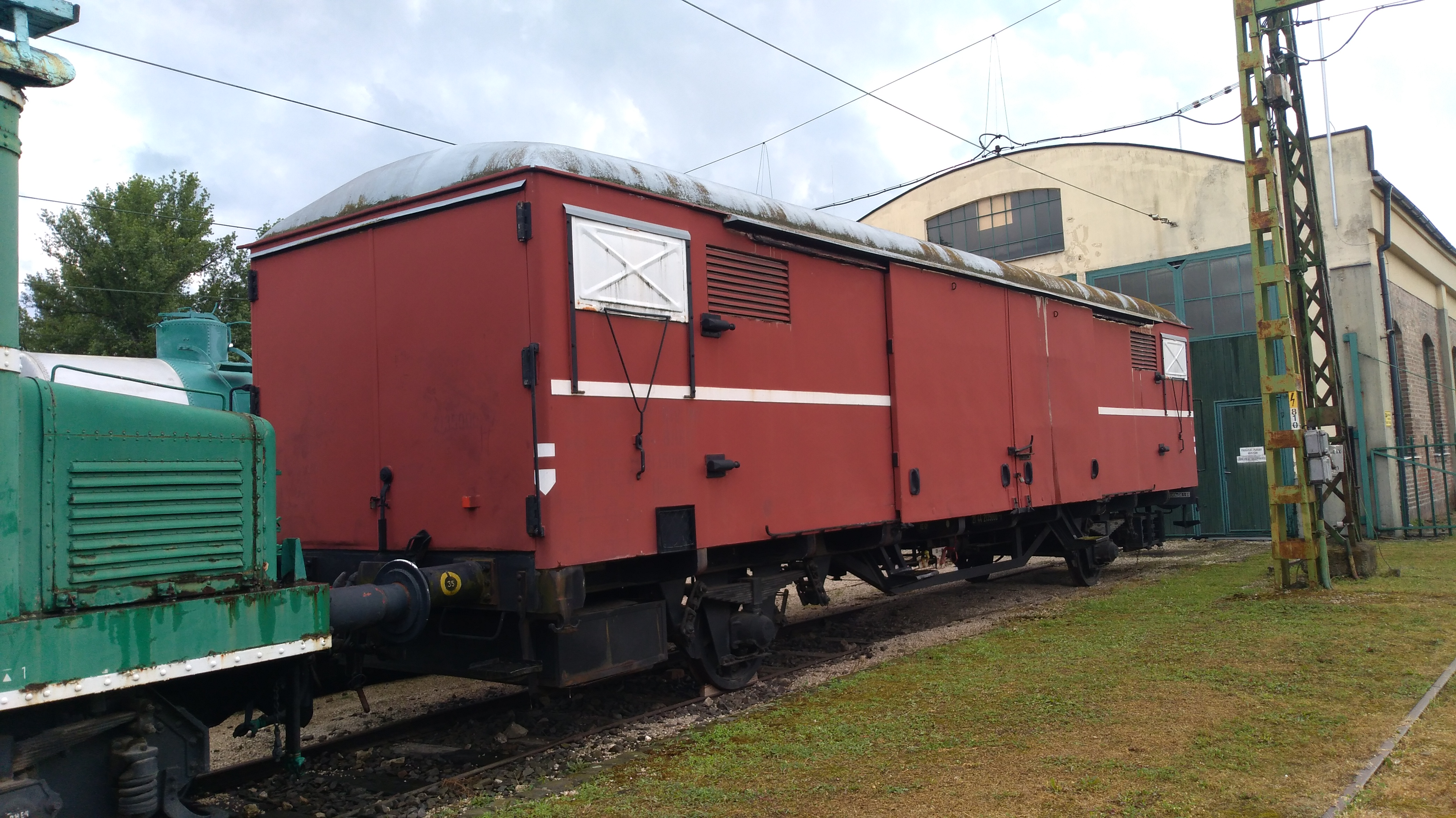
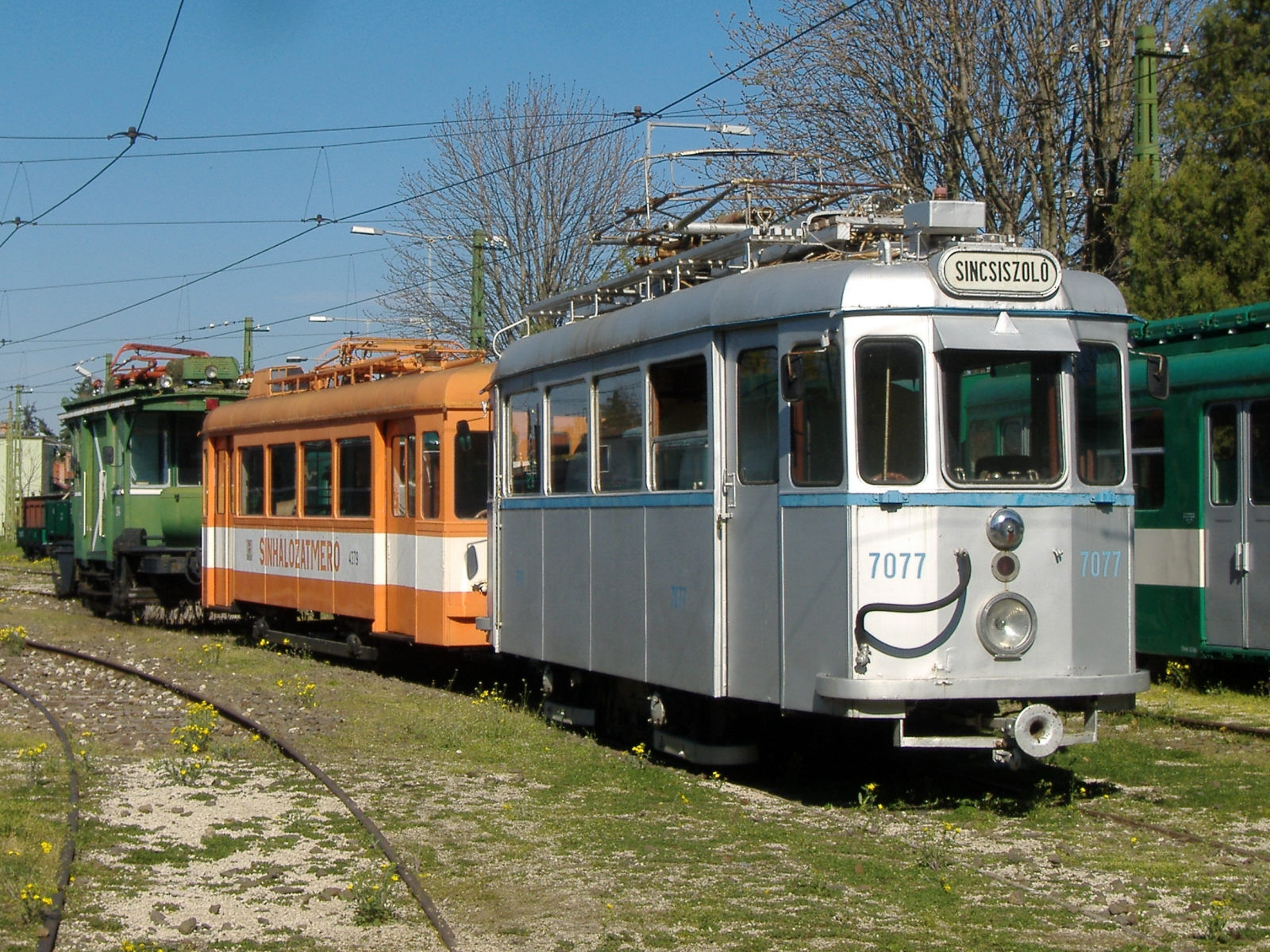
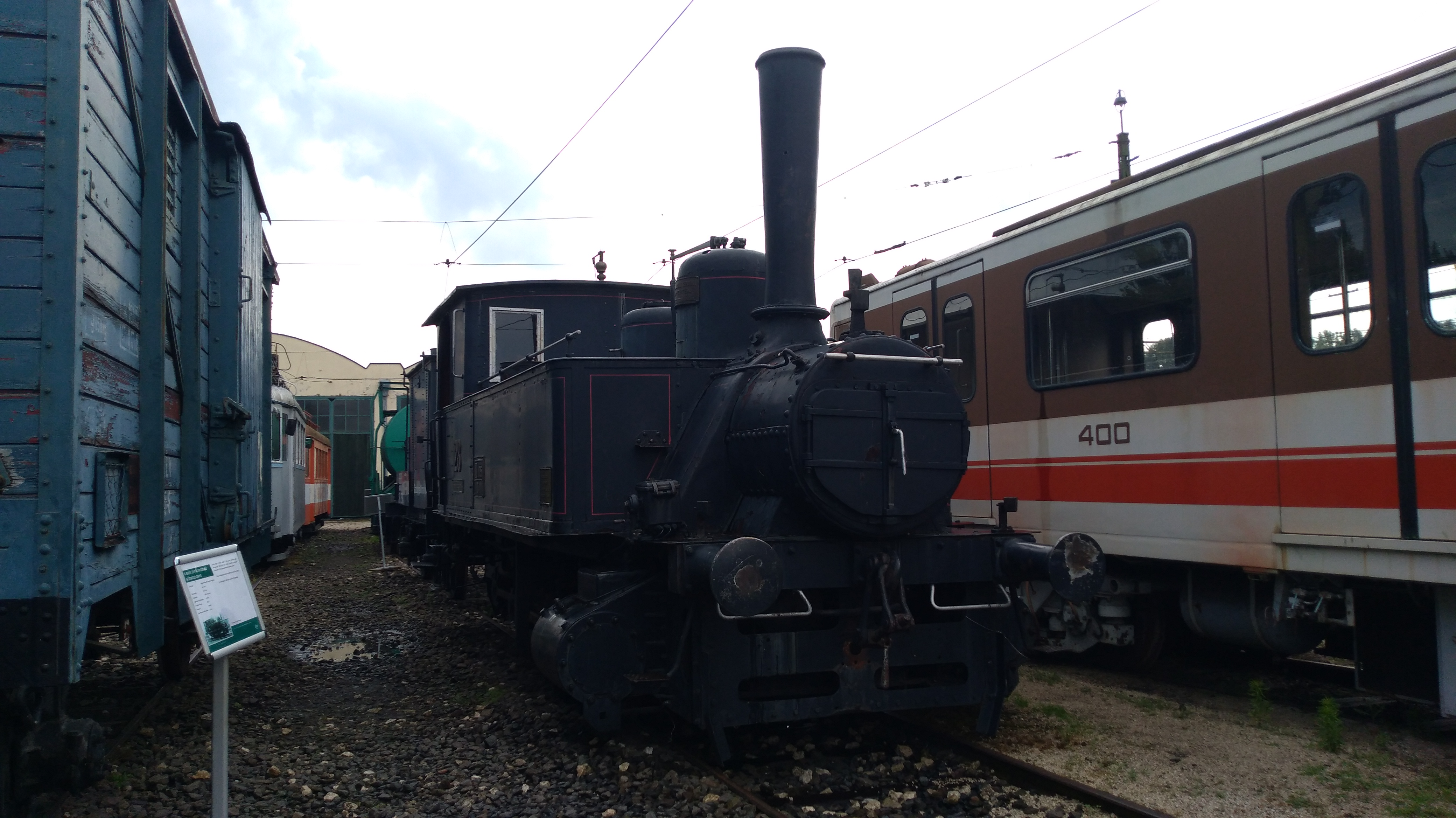
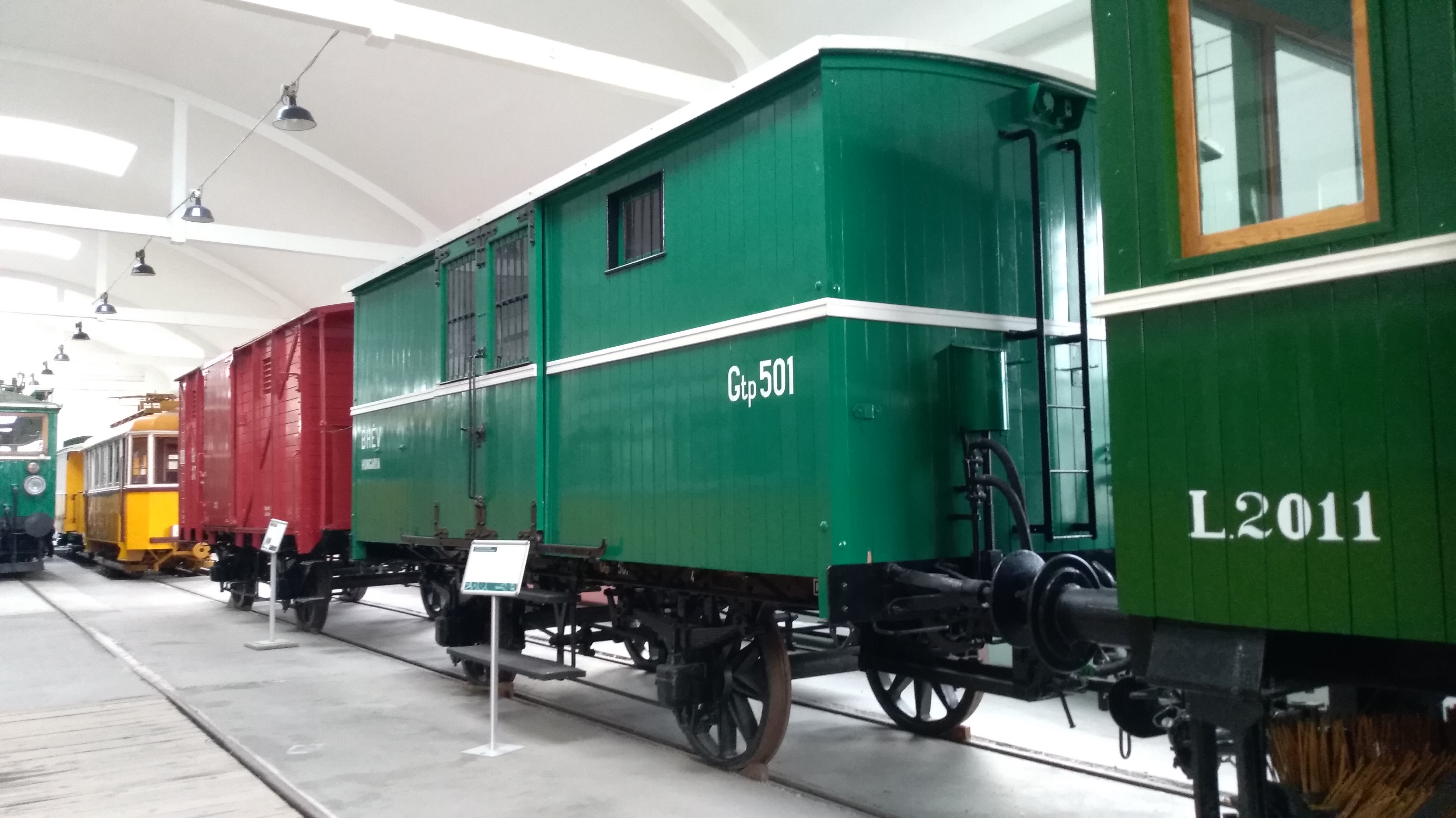
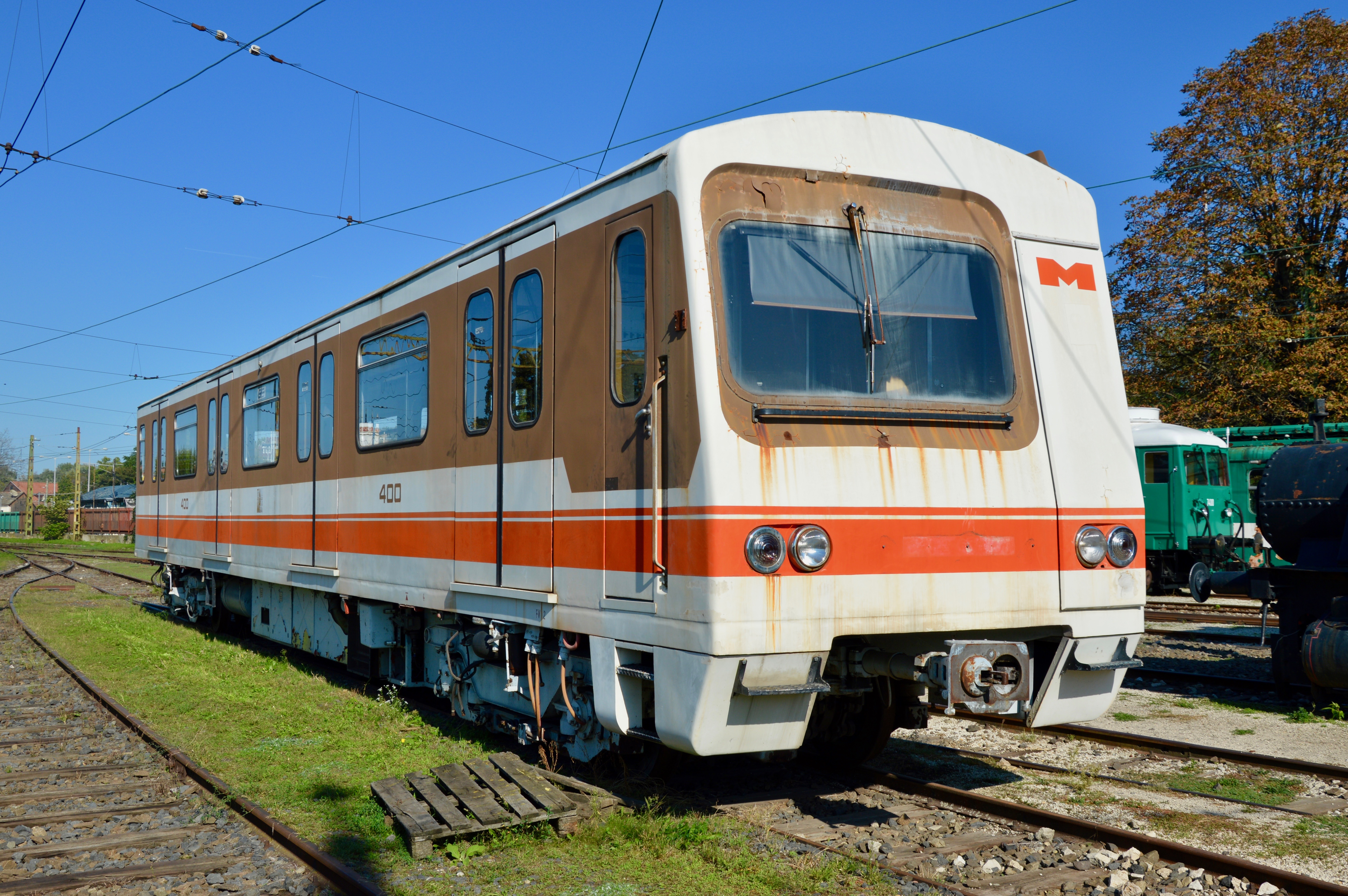

Néhány kép a múzeum tárgyairól.

## Érdekesség
Érdekesség, hogy a múzeum számára a HÉV vágányain – a látogatók által nem hozzáférhető helyeken – nagy számú régi villamosvasúti kocsi félre van rakva felújításra várva. Néhány kép ezekről: